# 宗加镇
宗加镇，是中华人民共和国青海省海西蒙古族藏族自治州都兰县下辖的一个乡镇级行政单位。2005年，诺木洪乡并入。

## 行政区划
宗加镇下辖以下地区：
诺木洪中心街社区、诺木洪村、西西牧委会、阿斯林牧委会、努日牧委会、那木哈牧委会、布拉牧委会、沙日牧委会、托海牧委会、铁奎牧委会、农业村、哈西娃牧委会、田格力牧委会、艾斯力金牧委会、乌图牧委会和诺木洪农场。